# Behābād (ort i Iran)
Behābād (persiska: بِه آباد, بوه آباد, مَه آباد, بَه آباد, بهاباد, Mahābād, Būhābād, Bahābād) är en ort i Iran.   Den ligger i provinsen Yazd, i den centrala delen av landet, 600 km sydost om huvudstaden Teheran. Behābād ligger 1 403 meter över havet och antalet invånare är 7 199.
Terrängen runt Behābād är varierad.Runt Behābād är det mycket glesbefolkat, med 3 invånare per kvadratkilometer. Behābād är det största samhället i trakten. Trakten runt Behābād är ofruktbar med lite eller ingen växtlighet.